# Samuele Sangalli
Samuele Sangalli (Lecco, 10 de setembro de 1967) é um clérigo católico romano italiano e oficial da Cúria.
Samuele Sangalli recebeu o sacramento da ordenação para a Arquidiocese de Milão em 8 de junho de 1996. É formado em educação pela Universidade de Roma III e doutor em filosofia pela Pontifícia Universidade Gregoriana. Também obteve a licenciatura em teologia espiritual pela Pontifícia Faculdade Teresianum.
Sangalli foi funcionário do Dicastério para os Bispos e leciona como professor na Pontifícia Universidade Gregoriana e na Libera Università Internazionale degli Studi Sociali.
Em 25 de abril de 2023, o Papa Francisco nomeou-o Subsecretário da Segunda Seção do Dicastério para a Evangelização para a Primeira Evangelização e as Novas Igrejas Particulares. Em 1º de outubro de 2024, o Papa Francisco nomeou-o secretário adjunto do Dicastério para a Evangelização com a função de chefe administrativo da mesma seção.
Em 6 de fevereiro de 2025, o Papa Francisco concedeu-lhe a dignidade arquiepiscopal, atribuindo a sé titular de Zella.